# Падули
Падули (итал. Paduli) — коммуна в Италии, располагается в регионе Кампания, подчиняется административному центру Беневенто.
Население составляет 4627 человек, плотность населения составляет 103 чел./км². Занимает площадь 44,73 км². Почтовый индекс — 82020. Телефонный код — 0824.
Покровителем населённого пункта считается святитель Николай, Мирликийский Чудотворец. Праздник ежегодно празднуется 6 декабря.